# خالد علي الغانم
خالد علي محمد ثنيان الغانم (25 ديسمبر 1973-) رئيس مجلس إدارة نادي الكويت منذ عام 2018 وحتي الان.

## نبذة شخصية
ولد خالد علي الغانم في الكويت بتاريخ (25 ديسمبر 1973) ، وهو خريج جامعة سياتل من الولايات المتحدة الامريكية ويشغل حاليًا منصب الرئيس الثاني عشر لنادي الكويت الرياضي مُنذ تأسيسه، وهو النجل الثاني لرئيس غرفة تجارة وصناعة الكويت السابق علي ثنيان الغانم، وشقيق رئيس مجلس الأمة السابق مرزوق الغانم.

## المناصب
تقلد العديد من المناصب الرياضية منها عضو مجلس إدارة نادي الكويت الكويتي والآن رئيس نادي الكويت الكويتي مُنذ عام 2018، أما مناصبه التجارية فكان يشغل منصب نائب رئيس مجلس إدارة شركة بوبيان للبتروكيماويات عام 2014، كما لديه عضوية في مجموعة زين في الكويت.

## إنجازاته مع نادي الكويت
خلال رئاسته للنادي والتي بدأت عام 2018  حقق النادي 12 بطولة على النحو التالي:
- الدوري الكويتي 4 مرات مواسم (2018–19، 2019–20، 2021–22 و2022–23)
- كأس الأمير ثلاث مرات مواسم (2018–2019 و2020–2021 و2022–2023).
- كأس ولي العهد ثلاث مرات مواسم (2018–19، 2019–20 ، و2020–21).
- كأس السوبر الكويتي موسمي (كأس السوبر الكويتي 2020 و كأس السوبر الكويتي 2022).

## حياته العائلية
متزوج وله من الأبناء:
- محمد.
- مشاري.
- فايزة.